# Frederic Edwin Church
Frederic Edwin Church (4 de maig de 1826 - 7 d'abril de 1900) va ser un pintor estatunidenc, nascut a Hartford, Connecticut. Fou una figura central de l'Escola del Riu Hudson, de pintors paisatgistes nord-americans. Tot i la seva voluntat de paisatgisme científic, es va mostrar sempre interessat per donar una certa dimensió espiritual a les seves obres.

## Biografia
Church era fill d'Eliza (nascuda Janes) i Joseph Church. El pare de Church era un rellotger de Hartford (Joseph posteriorment també es va esdevenir oficial i un director de la companyia d'assegurances Aetna Life). Al seu torn, Joseph era fill de Samuel Church, fundador del primer molí paperer de Lee (Massachusetts). La posició social de la família va permetre Frederic seguir els seus interessos artístics d'ençà que era petit. Amb 18 anys, Church va esdevenir alumne de Thomas Cole a Catskill (Nova York), gràcies a Daniel Wadsworth, un veí de la família i fundador del Wadsworth Atheneum, qui els va presentar. El maig de 1848, Church va ser elegit com el soci més jove de la National Academy of Design i va ser promocionat a acadèmic l'any següent. Ben aviat, va vendre la seva primera obra destacada al Wadsworth Atheneum, de Hartford.

### Activitat artística

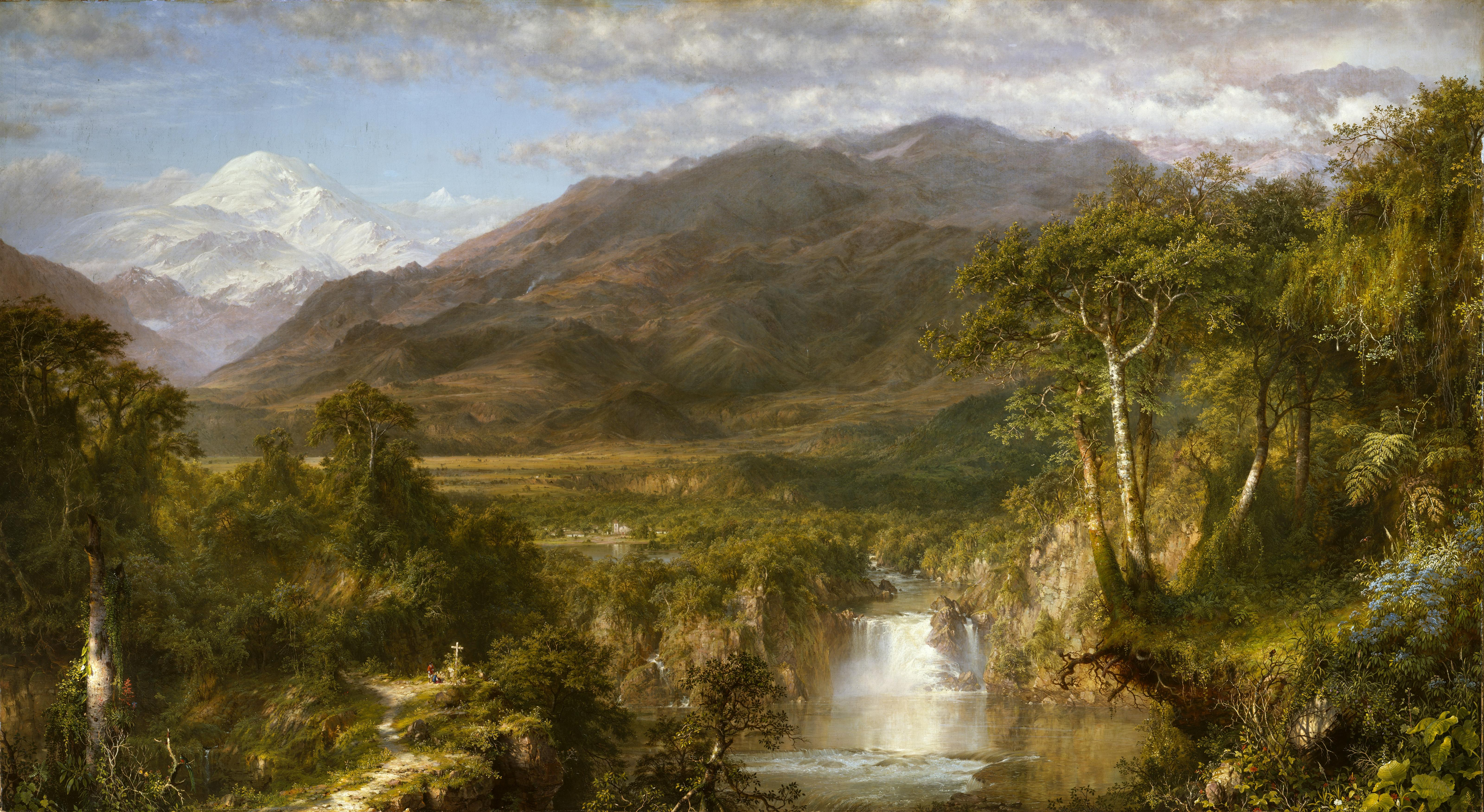
El Cor dels Andes (1859), Metropolitan Museum of Art

Church es va establir a Nova York on va ensenyar al seu primer alumne, William James Stillman. Cada any, entre la primavera i la tardor, Church viatjava sovint a peu, per fer esbossos. Llavors pintava durant l'hivern i posteriorment venia la seva obra.
El primer viatge de F.E.Church a Amèrica Llatina fou des d'abril a l'octubre de 1853, amb Cyrus West Field (1819-92), per Colòmbia i l'Equador. Church va realitzar esbossos d'entre el Riu Magdalena, les cascades Tequendama i els volcans Cotopaxi i Chimborazo. Després del seu retorn, va treballar durant més d'un any, realitzant una sèrie de llenços acabats. El 1857, Church va fer un segon viatge de nou setmanes a Amèrica del Sud, acompanyat per Louis Rémy Mignot. Aquesta vegada es va concentrar en l'Equador, bàsicament en tres de les seves muntanyes més notables: Cotopaxi, Chimborazo i Sangay. Church va realitzar nombrosos esbossos a l'oli, a llapis, guaix i aquarel·la, per posteriorment realitzar obres acabades al seu estudi de Nova York.
Dos anys després de tornar als EUA, Church va pintar El Cor dels Andes (1859), actualment en la col·lecció del Metropolitan Museum of Art, en el Tenth Street Studio Building a Nova York. Church va donar a conèixer l'obra a un públic sorprès a Nova York el 1859. El marc de la pintura s'havia elaborat amb unes cortines afegides, creant la il·lusió que l'obra era una finestra. Church va fer seure el públic en cadires i va enfosquir una mica la sala per posar en relleu la pintura de paisatge. També va fer portar plantes provinents d'un altre viatge a Amèrica del Sud per augmentar el plaer dels espectadors. Va fer pagar entrada al públic i els va deixar ulleres d'òpera, per examinar els detalls de la pintura. L'obra va ser un èxit immediat. L'obra finalment es va vendre per 10.000 dòlars, en aquell moment el preu més alt mai pagat per una obra d'un artista americà viu.
Church va mostrar les seves pintures en les exposicions anuals de la National Academy of Design, la American Art Union i el Boston Art Club, al costat de Thomas Cole, Asher Brown Durand, John Frederick Kensett i Jasper Francis Cropsey.

## Algunes obres importants
Als següents enllaços hom hi trobarà complida informació sobre algunes obres importants de Frederic Edwin Church:
- Paisatge de Nova Anglaterra (1851)

- Vista del Niàgara (1857)
- El Cor dels Andes (1859)
- Capvespre en una zona verge (1860)
- Vista del Niàgara des de la part estatunidenca (1867)
- El riu de llum (Matí als tròpics) (1877)

## Altres obres destacades
- Home by the Lake (1852), Amon Carter Museum.
- The Falls of Tequendama (1854), Cincinnati Art Museum
- The Andes of Ecuador (ca. 1854), Reynolda House Museum of American Art
- Cotopaxi (1862), Detroit Institute of Arts
- View of Wimmis, Valley of the Simmental, Switzerland (1868), Fogg Museum
- Syria by the Sea (1873), Detroit Institute of Arts
- The Parthenon in Athens (1871), Metropolitan Museum of Art
- Mediterranean Sea (1882), Olana State Historic Site
- Sunset from Olana (1891), Fogg Museum

## Galeria

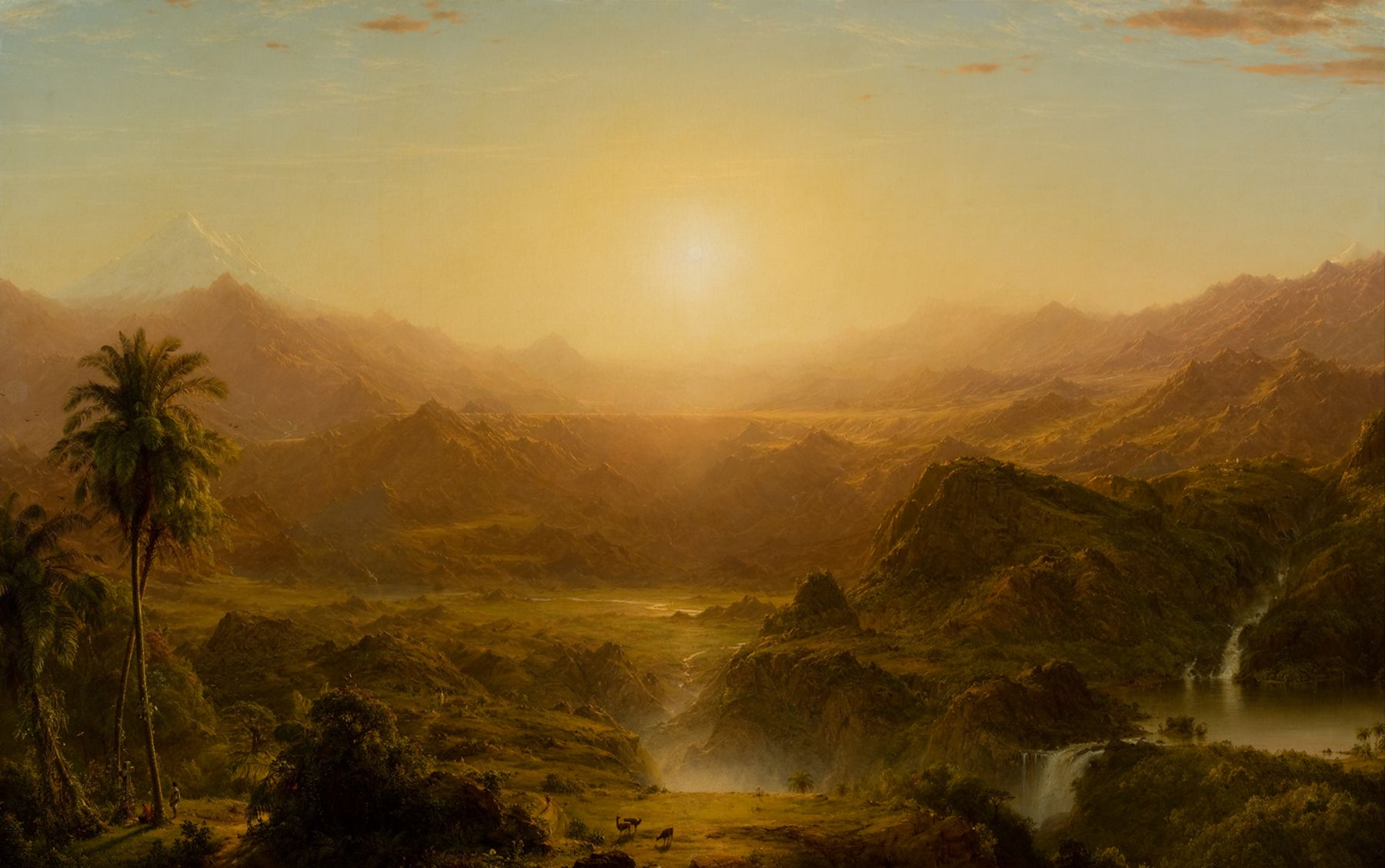
The Andes of Ecuador, c. 1855, Reynolda House Museum of American Art, Winston-Salem, NC
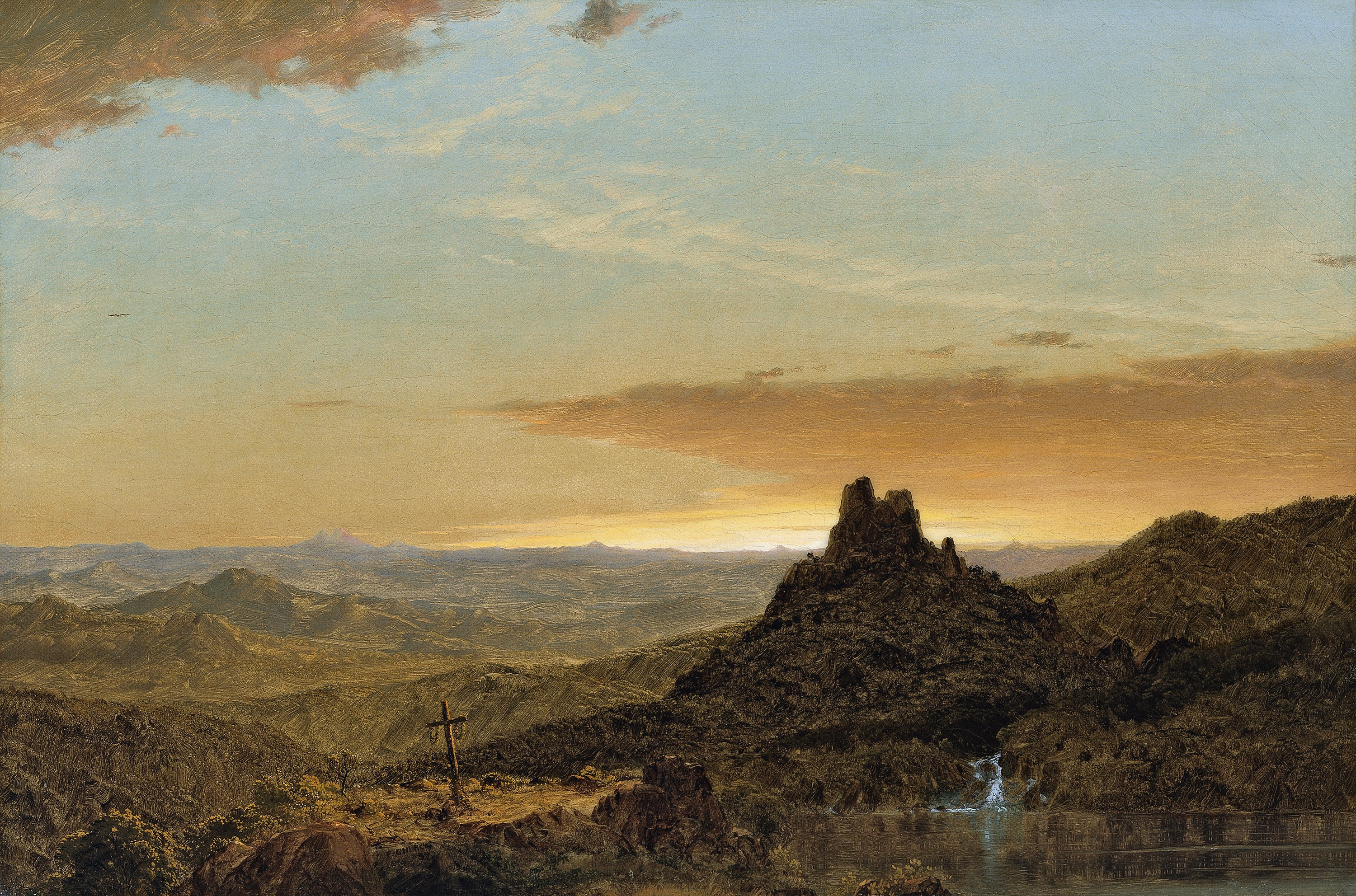
Cross in the Wilderness, 1857
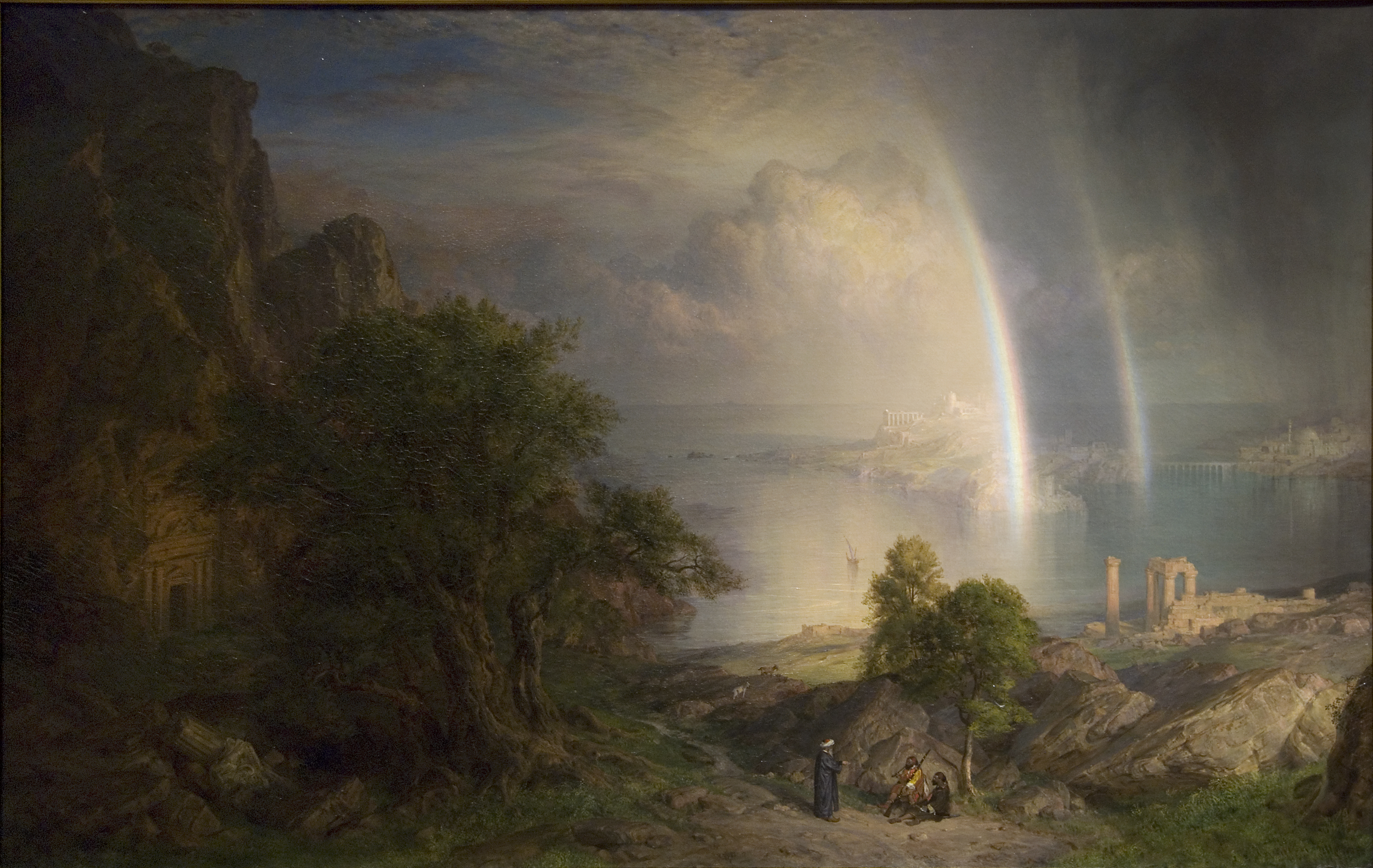
Aegean Sea, c. 1877, Metropolitan Museum of Art